# Bandar Jaya (Bandar)
Bandar Jaya is een bestuurslaag in het regentschap Bener Meriah van de provincie Atjeh, Indonesië. Bandar Jaya telt 289 inwoners (volkstelling 2010).